# Stuhlmanns Goldmull
Stuhlmanns Goldmull (Kilimatalpa stuhlmanni) ist eine Art der Goldmulle, die im östlichen und zentralen Afrika vorkommt. Das Verbreitungsgebiet verteilt sich dabei auf mehrere Lokalitäten in gebirgigen Regionen. Die Tiere bewohnen Wälder und Graslandschaften in Höhen von meist 1700 bis 3500 m. Voraussetzungen für ihre Anwesenheit sind lockere Böden und eine genügende Menge an Nahrung. Diese besteht überwiegend aus Wirbellosen wie Regenwürmer und Insekten. Stuhlmanns Goldmull lebt nachtaktiv und gräbt unterirdische Gänge, die ein verzweigtes Tunnelsystem bilden. Dabei sind die Tiere mit ihrem spindelförmigen Körper, dem äußerlich sichtbare Ohren sowie ein Schwanz fehlen, und den kräftigen Vorderbeinen mit großen Grabklauen gut an eine grabende Lebensweise angepasst. Über die Fortpflanzung ist kaum etwas bekannt. Die Art wurde 1894 wissenschaftlich eingeführt, über ihre genaue systematische Stellung wurde lange Zeit diskutiert. Der Gesamtbestand gilt als nicht bedroht.

## Merkmale

### Habitus
Stuhlmanns Goldmull ist ein mittelgroßer Vertreter der Goldmulle. Die Vermessung von neun Museumsexemplaren aus dem gesamten Verbreitungsgebiet ergab eine Kopf-Rumpf-Länge von 10,3 bis 12,3 cm und ein Körpergewicht von 42 g (ein Individuum). Mehr als ein Dutzend untersuchte Individuen aus den Cherangani-Bergen in Kenia wiesen Gesamtlängen von 10,5 bis 14,0 cm und ein Gewicht von 48 bis 65 g (vier Individuen) auf, für vier Tiere aus dem Ruwenzori-Gebirge in Uganda lagen die entsprechenden Werte bei 12,3 bis 14,8 cm und 65 bis 81 g. Ein ausgeprägter Sexualdimorphismus ist aufgrund der nur geringen Anzahl an untersuchten Individuen nicht zu erkennen. Der Körper zeichnet sich wie bei den meisten Goldmullen durch eine spindelförmige Gestalt aus, äußerlich sichtbare Ohren und ein Schwanz fehlen. Das Fell variiert regional in seiner Färbung, an Rücken reicht es von schwarzbraun über trübe braun bis hin zu grau- oder rehbraun, teilweise ist ein silbriger Glanz ausgebildet. Die Unterseite zeigt sich zumeist etwas heller, manchmal ist ein rötlich brauner Einschlag erkennbar. Maul und Wangen charakterisieren weißliche oder rötlich braune Flecke, die sich oberhalb der Lippen treffen. Das ledrige Nasenpolster wird etwa 7 mm breit und 3 mm hoch. Die Gliedmaßen haben einen kräftigen Bau, die Hände verfügen über vier, die Füße über fünf Strahlen. Die Krallen der Vorderfüße sind zu Grabklauen umgestaltet, die des Mittelstrahls (Strahl III) erreicht eine Länge von 11 mm bei einer basalen Breite von 3,0 bis 4,2 mm. Am zweiten Strahl haftet eine 8 mm lange Kralle, die des Innenstrahls ist etwa halb so lang. Der vierte Strahl zeichnet sich durch eine stark reduzierte Kralle aus. Die Länge des Hinterfußes beträgt 10 bis 12 mm.

### Schädel- und Gebissmerkmale
Der Schädel misst zwischen 24,1 und 28,3 mm in der Länge und zwischen 14,3 und 17,3 mm in der Breite. Im Vergleich zum Kap-Goldmull (Chrysochloris asiatica) ist er deutlich länger und schmaler und ähnelt in seinen Proportionen den Schädeln der Kupfergoldmulle (Amblysomus). Die größte Schädelbreite erreicht etwa 57 bis 65 % der größten Schädellänge, die Schnauze ist ebenfalls schmal und weist eine Gaumenweite von 26 bis 27 % der größten Schädellänge auf. Abweichend von den Kupfergoldmullen und übereinstimmend mit dem Kap-Goldmull erhebt sich an der Schläfengrube eine knöcherne Wölbung, die den keulenartig verlängerten Kopf des Hammers aufnimmt. Das Gebiss besteht aus 40 Zähnen, die Zahnformel lautet: {\displaystyle {\frac {3.1.3.3}{3.1.3.3}}}. Der hinterste, dritte Molar ist verkleinert, wie die vorderen Mahlzähne verfügt er aber über ein dreihöckeriges (tricuspides) Kauflächenmuster. An den unteren Molaren tritt ein gut entwickeltes Talonid auf, das aber manchmal durch starke Abnutzung unscheinbar wird. Die Länge der oberen Zahnreihe vom Eckzahn bis zum letzten Molar beträgt zwischen 5,8 und 7,4 mm.

## Verbreitung

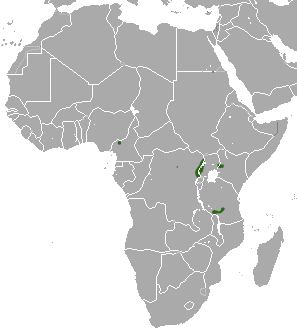
Verbreitungsgebiet (rot) von Stuhlmanns Goldmull

Stuhlmanns Goldmull kommt endemisch in Afrika vor, als einer der wenigen Angehörigen der Goldmulle bewohnt er die östlichen und zentralen Teile des Kontinents. Die Gesamtfläche des Verbreitungsgebietes wird mit 4,04 Millionen Quadratkilometer angegeben, das tatsächliche Vorkommen beschränkt sich aber auf nur einige wenige bekannte Lokalitäten. Diese befinden sich vor allem in den Bergregionen, etwa im Uluguru-Gebirge in Tansania, in den Cherangani-Bergen in Kenia, im Ruwenzori-Gebirge entlang der Grenze von Uganda und der Demokratischen Republik Kongo, am Mount Elgon in Uganda und am Berg Oku in Kamerun. Die Herkunftshinweise einiger Museumsexemplare lassen eine Verbreitung von Stuhlmanns Goldmull bis in das nördliche Angola annehmen. Die Höhenverteilung reicht in der Regel von etwa 1700 bis 3500 m über dem Meeresspiegel, im Ruwenzori-Gebirge wurden Tiere in 3960, 4020 und 4330 m Höhe nachgewiesen, während dort besonders niedrige Nachweispunkte bei 950 m Höhe liegen. Das Verbreitungsgebiet verteilt sich auf die östlichen und nördlichen Regenwald-Savannen-Übergangszonen und Teile der Sambesi-Waldlandzone. Stuhlmanns Goldmull bevorzugt durchlässige und lockere Böden, in den Cherangani Bergen ist er besonders häufig in Arealen mit Bambusdickichten oder Heidekrautgewächsen bestehend aus Stoebe- und Cliffortia-Vegetationsgemeinschaften verbreitet. Zudem kommt er auch in Waldlandschaften vor, die von Steineiben- oder Kosobaum-Johanniskraut-Pflanzengemeinschaften dominiert sind. Die Pflanzendecke darf allerdings nicht allzu dicht sein, eine entsprechende Laubfallschicht ist dagegen dienlich. Am Mount Elgon und im Ruwenzori-Gebirge tritt die Art darüber hinaus in Graslandschaften auf, teilweise auch in sumpfigem Gelände. Neben dem lockeren Untergrund ist das Vorkommen von ausreichend Nahrung eine Grundvoraussetzung für die Anwesenheit der Tiere, was wiederum mit der Qualität der Böden zusammenhängt. In den Cherangani-Bergen beispielsweise herrschen quarzitreiche Böden vor. Die Regionen südlich davon, in denen Stuhlmanns Goldmull nicht nachgewiesen ist, haben zwar einen vergleichbaren Bewuchs, werden aber durch lateritische Böden charakterisiert und halten dadurch weniger zuträgliche Nahrung bereit. Die Tiere meiden Plantagen mit eher exotischen Pflanzen. Sie können lokal recht häufig auftreten, es können aber keine quantitativen Angaben gemacht werden.

## Lebensweise

### Territorialverhalten
Stuhlmanns Goldmull ist hauptsächlich nachtaktiv und lebt unterirdisch, in Wäldern hält er sich teilweise auch in dicken Laubfallschichten auf. Er gräbt oberflächennahe Tunnel, die nur rund 4 cm unter der Erdoberfläche verlaufen und mitunter 100 m lang werden können. Aufgrund der geringen Tiefe sind sie am Erdboden als schmale Rippeln erkennbar, größere Auswurfhügel werden nur gelegentlich angelegt. In den Landschaften mit Bambusbewuchs sind diese Tunnel sehr komplex und bestehen aus zahlreichen, miteinander verbundenen und verzweigten Gängen im Wurzelbereich von Bambuspflanzengruppen. Höchstwahrscheinlich befinden sich hier auch die Nahrungsstellen. Die einzelnen Tunnelsysteme unter solchen Bambusansammlungen sind durch nahezu gerade verlaufende, unverzweigte Gänge miteinander verbunden. Einen ähnlichen Aufbau haben die Tunnelsysteme in den Waldlandschaften, sie stehen hier aber auch mit umgefallenen Bäumen oder Buschwerk in Verbindung. Dagegen haben die Gänge in Graslandschaften einen eher regelmäßigen Verlauf. In Sumpflandschaften wie im Ruwenzori-Gebirge werden Tunnelsysteme in kleinen Hügeln aus Torfmoosen eingegraben. Solche Hügel erreichen Höhen von bis zu 60 cm und sind von Frauenmantel-Sträuchern bewachsen. Auch hier besteht ein dichtes Netz an verzweigten Gängen, die mitunter in kleinen Kammern von 15 cm Durchmesser enden. Die Kammern verfügen nicht über einen zusätzlichen Nesteinbau aus Pflanzen. Zwischen den Hügeln verlaufen ebenfalls Verbindungsgänge, von denen manchmal ein kurzer Gang nach unten abzweigt, der zu einer runden, 6 bis 8 cm durchmessenden Kammer führt und dabei bis zu 15 cm tief in den festeren Boden im Untergrund eindringt.
Über das Sozialsystem der Tiere ist wenig bekannt, allgemein gelten sie als einzelgängerisch. Gelegentlich wurden in den Cherangani-Bergen in kurzen Abständen mehrere Individuen in einem Tunnel beobachtet. Unklar ist, ob es sich hierbei um ein Muttertier mit ihrem nahezu ausgewachsenen Nachwuchs oder um einen Nachnutzer eines kürzlich verlassenen Tunnels handelt. Als einzige bekannte Lautäußerung ist ein Zischen dokumentiert, das dem der Puffotter ähnelt und möglicherweise bei Bedrängnis ausgestoßen wird.

### Ernährung
Die Nahrung von Stuhlmanns Goldmull setzt sich zum größten Teil aus Wirbellosen zusammen. Es dominieren vor allem Regenwürmer sowie Insekten und deren Larven. Bei letzteren werden wiederum Schnaken bevorzugt. In geringerem Umfang fressen die Tiere auch Tausendfüßer, Weichtiere oder kleine Krebstiere wie Asseln. Analysen von Mageninhalten von acht Individuen aus den Cherangani-Berge ergaben, dass alle zerkaute Teile von Regenwürmern enthielten, in der Hälfte der Mageninhalte wurden Insektenlarven und in rund 12 % Reste von ausgewachsenen Insekten nachgewiesen. Dem gegenüber erwies sich der Anteil von Regenwürmern im Vergleich zu dem der Insekten bei analysierten Mageninhalten von zwei Tieren aus dem Ruwenzori-Gebirge als geringer.

### Fortpflanzung
Trächtige Weibchen wurden bisher nur im Juli beobachtet. Alle enthielten nur jeweils einen Embryo im linken Horn des Uterus. Die Dauer der Tragzeit ist unbekannt, Neugeborene kommen als Nesthocker zur Welt und sind haarlos. Sie verbleiben für zwei bis drei Monate beim Muttertier.

### Fressfeinde und Parasiten
Der Jagddruck durch Beutegreifer auf Stuhlmanns Goldmull scheint gering zu sein und die Verbreitung nicht zu beeinflussen. Zu den äußeren Parasiten zählen Flöhe wie Xiphiopsylla und Ctenophthalmus, des Weiteren auch Milben wie Chrysochlorolaelaps und Schizocoptes. Als innere Parasiten treten Fadenwürmer in Erscheinung.

## Systematik
Stuhlmanns Goldmull ist eine Art aus der Gattung Kilimatalpa, welche als monotypisch gilt. Die Gattung wiederum gehört zur Familie der Goldmulle (Chrysochloridae), welche kleinere, bodengrabende Säugetiere aus der Überordnung der Afrotheria umfasst. Die Goldmulle kommen endemisch in Afrika vor, wobei sie hauptsächlich im südlichen Teil des Kontinents beheimatet sind, nur einige wenige Arten bewohnen auch den östlichen oder zentralen Teil. Sie können aufgrund ihrer unterirdischen Lebensweise als Habitatspezialisten angesehen werden, die einzelnen Arten weisen dadurch mit wenigen Ausnahmen einen eng umrissenen Lebensraum auf. Innerhalb der Familie lassen sich zwei ökologische Gruppen unterscheiden. Eine Gruppe wird aus den Bewohnern trockener bis teils halbwüstenartiger Landschaften gebildet, hierzu zählen der Wüstengoldmull (Eremitalpa) und die Kapgoldmulle (Chrysochloris) sowie die Angehörigen von Cryptochloris. In der zweiten Gruppe stehen die Arten der offenen Gras- und Savannenlandschaften sowie der Wälder, etwa die Kupfergoldmulle (Amblysomus), Arends’ Goldmull (Carpitalpa arendsi) oder die Vertreter der Gattungen Neamblysomus und Chlorotalpa. Die innere Gliederung der Goldmulle ist gegenwärtig nur ungenügend geklärt. Anhand des Baus des Hammers im Mittelohr können zwei oder drei Unterfamilien unterschieden werden: die Amblysominae mit einem normal gebauten Malleus, die Chrysochlorinae mit einem stark verlängerten Kopf des Malleus und die Eremitalpinae mit einem kugelig aufgeblähten Kopf des Malleus. Nach Meinung anderer Forscher bilden die beiden letztgenannten wiederum nur eine einzelne Unterfamilie, die Chrysochlorinae. Diese anatomisch basierte Untergliederung der Goldmulle kann mit Hilfe von molekulargenetischen Ergebnissen bisher nicht vollständig nachvollzogen werden. Im Bezug auf Kilimatalpa bilden Chrysochloris und Cryptochloris die nächsten Verwandten, was sowohl skelettanatomisch als auch genetisch belegt ist. Die Vertreter der drei Gattungen haben einen keulenartig verlängerten Kopf des Malleus, der bei Kilimatalpa und Chrysochloris außerordentlich lang, bei Cryptochloris nicht ganz so deutlich ausgeprägt erscheint.

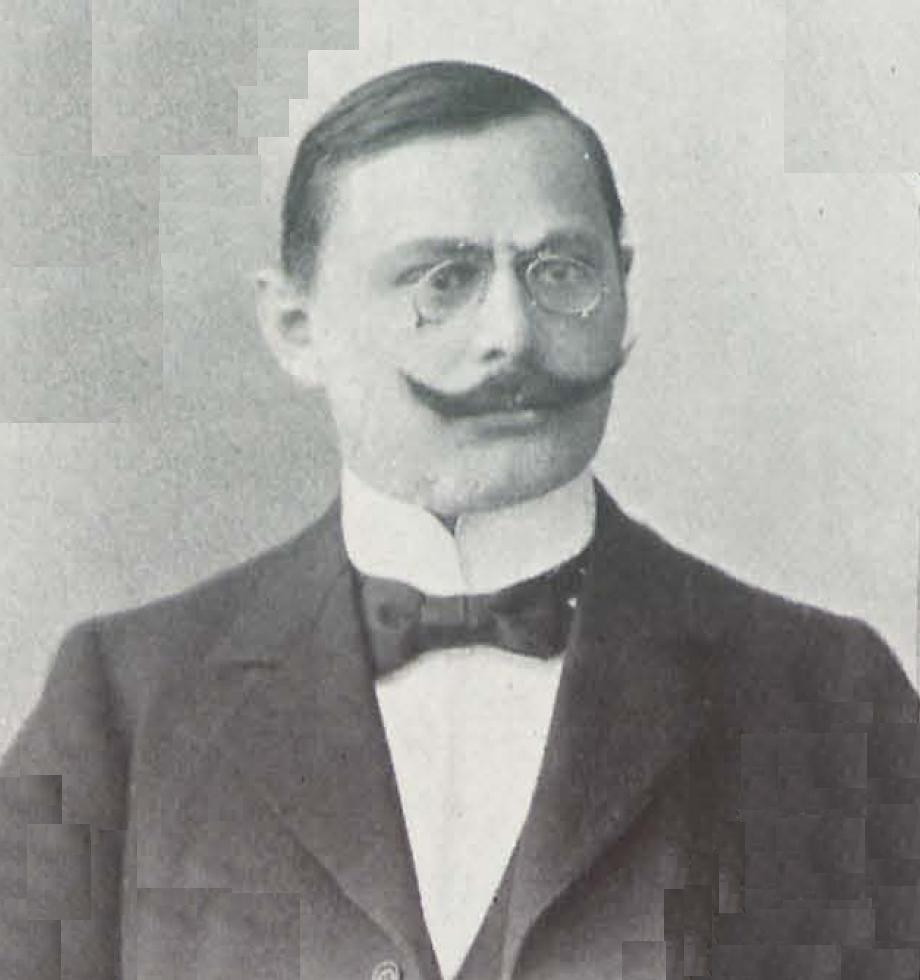
Paul Matschie, 1901

Lange Zeit galt die Zuordnung von Stuhlmanns Goldmull zu den Kapgoldmullen als weitgehend anerkannt und fand auch durch molekulargenetische Studien Unterstützung. Sie wurde bereits von Paul Matschie favorisiert, der die Art 1894 wissenschaftlich erstbeschrieb. Matschie standen dafür mehrere Individuen zur Verfügung und zwar ein Männchen aus Ukondjo am Fuße des Ruwenzori-Gebirges sowie zwei Weibchen aus Kinjawanga am Semliki. Die Region bildet das Typusgebiet der Art. Die Tiere waren zwei Jahre zuvor vom deutschen Afrikaforscher Franz Stuhlmann aufgesammelt worden, ihm zu Ehren benannte Matschie die Art. Etwa 60 Jahre später, 1954, aber verschob Bengt G. Lundholm die Art zur Gattung Chlorotalpa und damit in die Nähe von Sclaters (Chlorotalpa sclateri) und Duthies Goldmull (Chlorotalpa duthiae). Lundholm fasste die Gattung generell weiter und unterteilte sie in insgesamt drei Untergattungen: Chlorotalpa, Carpitalpa (mit Arends’ Goldmull) und Kilimatalpa (mit Stuhlmanns Goldmull). Alle drei Gruppen zeigen neben dem Auftreten eines Talonids an den Unterkiefermolaren einen vergrößerten Kopf des Hammers, den ersten beiden fehlt aber nach Meinung Lundholms die äußerlich sichtbare knöcherne Schwellung an der Schläfengrube, in der der Kopf lagert und die bei Kilimatalpa ausgebildet ist. Im Jahr 1968 löste Alberto M. Simonetta Carpitalpa von Chlorotalpa und ordnete ersterer Gattung neben Arends Goldmull auch Stuhlmanns Goldmull zu. Er rechtfertigte dies mit der langschmalen Form des Schädels bei beiden Arten, der eher geringen Größe des Kopfes des Malleus und der nur leichten knöchernen Aufwölbung der Schläfengrube. Bereits in den 1970er Jahren wurde dies allerdings von Jurgens A. J. Meester korrigiert, der Stuhlmanns Goldmull erneut in die Kapgoldmulle platzierte und sich dabei auf die knöcherne Blase an der Schläfengrube berief. Ihm folgten weitere Wissenschaftler, etwa Francis Petter, der zwischen Stuhlmanns Goldmull und dem Kap-Goldmull eine kontinuierliche graduelle Veränderung im Bezug auf die Kürzung des Schädels, der Reduktion des Talonids an den Unterkiefermolaren und der Zunahme der knöchernen Aufwölbung an der Schläfengrube sah. Auch Gary N. Bronner bestätigte Mitte der 1990er Jahre die Zugehörigkeit von Stuhlmanns Goldmull zu den Kapgoldmullen und führte zudem Kilimatalpa erneut ein, diesmal als Untergattung von Chrysochloris. Er wies dabei auf den im Vergleich zum Kap-Goldmull sehr schlanken Schädel als trennendes Merkmal zu den eigentlichen Kapgoldmullen hin. Nach Ansicht einzelner Autoren sprach dies auch für einen möglicherweise eigenständigen Gattungsstatus von Kilimatalpa, was eine vorläufige Studie aus dem Jahr 2018 unterstützt. Gut fünf Jahre später wurde Kilimatalpa im Rahmen einer weiteren genetischen Analyse in den Gattungsstatus erhoben.
Nach Bronner 2013 sind insgesamt fünf Unterarten bekannt, deren jeweilige Gültigkeit aufgrund der wenig untersuchten Individuen aber nicht gesichert ist:
- K. s. balsaci (Lamotte & Petter, 1981); am Berg Oku in Kamerun; Rückenfell glänzend dunkelgraubraun, auf der Unterseite matter, Wangen, Oberlippe und Kinn weißlich, die knöcherne Aufwölbung an der Schläfengrube ist weniger entwickelt als bei C. s. stuhlmanni;
- K. s. fosteri (St. Leger, 1931); am Mount Elgon in Uganda und in den Cherangani-Bergen in Kenia; Rückenfell matt braun bis grau, nicht so hellbraun wie C. s. stuhlmanni, auf der Unterseite eher gräulich;
- K. s. stuhlmanni (Matschie, 1894); im Ruwenzori-Gebirge entlang der Grenze von Uganda und der Demokratischen Republik Kongo südwärts bis nach Rutshuru und in den Norden von Ruanda; dunkelgraubraun gefärbt;
- K. s. tropicalis (Allen & Loveridge, 1927); im Uluguru-Gebirge und am Rungwe in Tansania; Rückenfell glänzend schwarzbraun, Unterseite etwas heller und mit einer rötlichbraunen Schattierung in der Leistengegend;
- K. s. vermicula (Thomas, 1910); bei Jambuja und Kisangani im Norden der Demokratischen Republik Kongo; etwas kleiner und ähnlich dem Kongo-Goldmull (Huetia leucorhina), aber ohne dessen weißer Gesichtszeichnung, Rückenfell blassbraun bis rehbraun, Unterseite etwas heller; möglicherweise eine geographische Variante des Kongo-Goldmulls, der rund 320 km weiter südwestlich auftritt; nur von einem einzigen Individuum bekannt;

Andere Systematiken wie die von Don E. Wilson und DeeAnn M. Reeder aus dem Jahr 2005 führen mit C. s. stuhlmanni und C. s. balsaci nur zwei Unterarten. Letztere könnte aber auch eine eigenständige Art darstellen.
Rund 16 Jahre nach der Erstbeschreibung von Stuhlmanns Goldmull führte Oldfield Thomas die Art Chrysochloris vermiculus anhand eines 10,5 cm langen männlichen Tieres aus Jambuja am Kongo-Nebenfluss Aruwimi ein. Auf Glover Morrill Allen und Arthur Loveridge geht die Art Chlorotalpa tropicalis zurück, die sie 1927 mit Hilfe eines 11,5 cm langen ausgewachsenen Weibchen kreierten. Dieses stammte aus Bagilo in den Uluguru-Bergen aus ungefähr 1969 m Höhe. In einem ähnlichen Verwandtschaftsverhältnis wie Allen und Loveridge sah Jane St. Leger ihre 1931 eingeführte neue Art Chlorotalpa fosteri vom Mount Elgon. Sie basiert auf einem ausgewachsenen männlichen Tier von etwa 11,1 cm Länge, das in einer Höhenlage von 3050 m aufgesammelt wurde. Benannt wurde die Art nach seinem Entdecker G. W. Foster, der eine größere Anzahl an Säugetieren vom Mount Elgon dem Natural History Museum in London schenkte. Die heutige Unterart K. s. vermicula wurde kurzfristig dem Kongo-Goldmull zugeschlagen, im Jahr 1968 verwies sie Simonetta zu Stuhlmanns Goldmull, was er gleichzeitig auch für K. s. fosteri tätigte. Dagegen beließ Simonetta K. s. tropicalis bei Chlorotalpa, erst in den 1970er Jahren verschob Jurgens Meester die Unterart mit Begründung der Ausbildung einer deutlichen, knöchernen Aufwölbung an der Schläfengrube zu den Kapgoldmullen und innerhalb dieser zu Stuhlmanns Goldmull. Lediglich K. s. balsaci wurde von Maxime Lamotte und Francis Petter im Jahr 1981 direkt als Unterart von Stuhlmanns Goldmull aufgestellt. Sie verwendeten dazu das Fell, den Schädel und die Langknochen eines ausgewachsenen Weibchens, das schätzungsweise etwa 12 cm lang war und von der Grasregion des Oku auf etwa 3000 m Höhe stammt. Gewidmet ist die Form Henri Heim de Balsac, der die Studie an dieser Form der Goldmulle begann.

## Bedrohung und Schutz
Die IUCN sieht den Bestand von Stuhlmanns Goldmull aufgrund der weiten Verbreitung, der angenommenen großen Population und der Bevorzugung von gebirgigen Habitaten mit geringer Beeinflussung durch den Menschen als „nicht gefährdet“ (least concern) an. Größere Bedrohungen sind nicht bekannt, einzelne Beeinträchtigungen beschränken sich möglicherweise auf die Randgebiete menschlicher Siedlungen. Da die Tiere zudem überweidete Gebiete meiden, besteht kaum Konfliktpotential mit Zuchtvieh. Die Art ist in zahlreichen Schutzgebieten präsent.